# Rivulus wassmanni
Rivulus wassmanni är en fiskart som beskrevs av Berkenkamp och Etzel, 1999. Rivulus wassmanni ingår i släktet Rivulus och familjen Rivulidae. IUCN kategoriserar arten globalt som livskraftig. Inga underarter finns listade i Catalogue of Life.